# Engagement du domaine de la couronne
L'engagement du domaine de la couronne est une disposition juridique spécifique de l'Ancien Régime en France.

## Définition de l'Encyclopédie Diderot
L'Encyclopédie Diderot définit et explicite la notion d'Engagement du Domaine en ces termes : 

« Engagement du Domaine de la Couronne, est un contrat par lequel le Roi cède à quelqu’un un immeuble dépendant de son domaine, sous la faculté de pouvoir lui et ses successeurs, le racheter à perpétuité toutes fois et quantes que bon leur semblera. »

## Dispositions
Jusqu'à la Révolution française, il existait différentes formes juridiques permettant au roi de mettre à disposition d'un tiers (« d'aliéner ») un bien du domaine royal.
L'« engagement du domaine de la couronne », aussi appelé « engagement » dans les textes anciens, est une forme de mise à disposition (« aliénation ») de biens immobiliers (terre, bâtiment comme une habitation, une ferme, un moulin, ...) du domaine royal. La personne qui bénéficie de ces biens est appelée « engagiste ».
Ainsi, le roi peut céder, c’est-à-dire vendre, par contrat une part de son domaine à un noble qui jouira des droits seigneuriaux, sachant que ce bien ne lui sera jamais acquis. Quant à l’engagiste (ou ses héritiers), il peut en être dessaisi « à perpétuité », à tout moment, sans qu’il soit besoin de lui fournir d’explication, avec une condition toutefois : que ce bien soit racheté, au moins, au prix fixé dans le contrat initial.